# Ozerki (métro de Saint-Pétersbourg)
Pour les articles homonymes, voir Ozerki.
Ozerki (en russe : Озерки́) est une station de la ligne 2 du Métro de Saint-Pétersbourg. Elle est située dans le raïon de Vyborg à Saint-Pétersbourg en Russie.
Mise en service en 1988, elle est desservie par les rames de la ligne 2 du métro de Saint-Pétersbourg.

## Situation sur le réseau

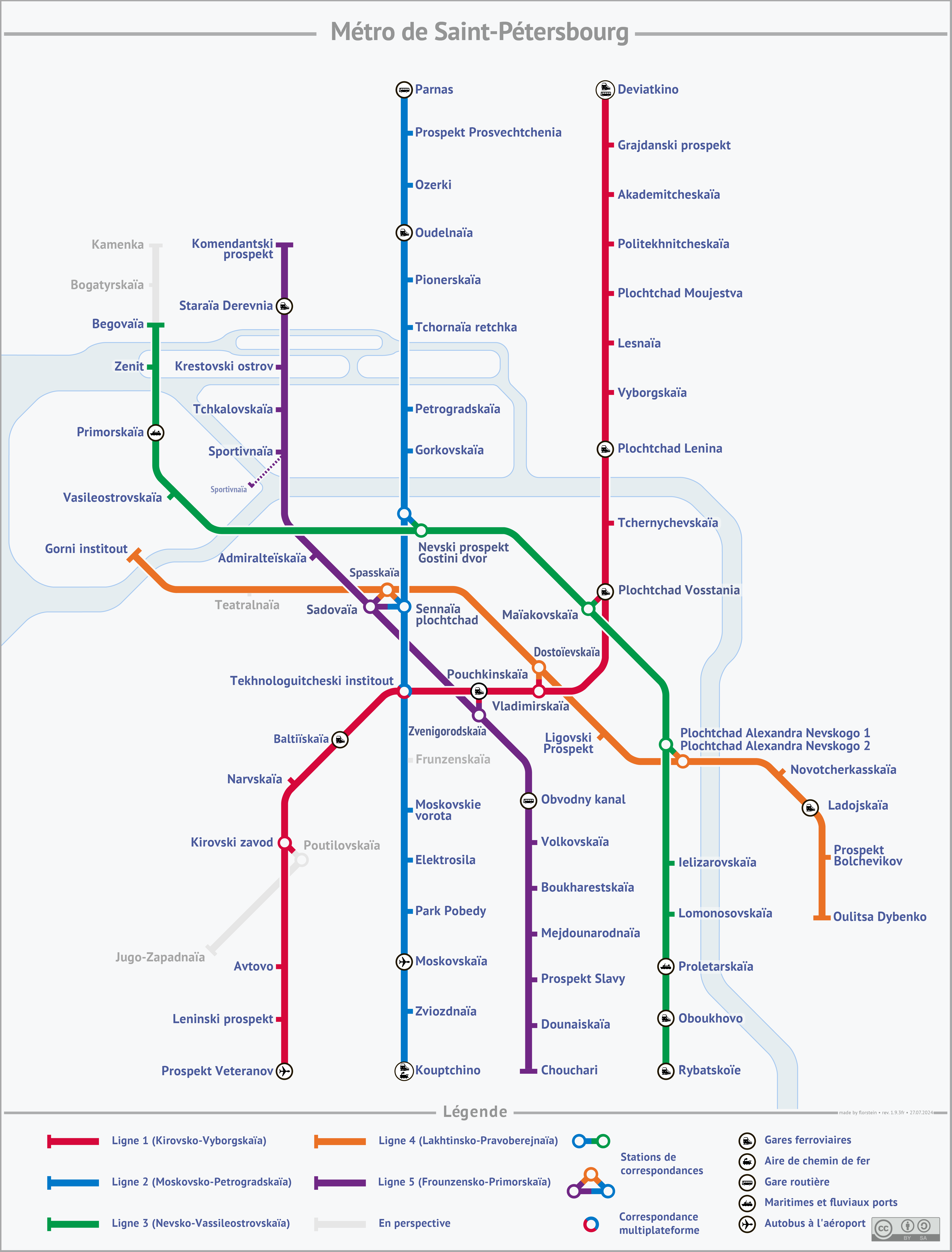
Plan du métro.

Établie en souterrain, à 59 mètres de profondeur, Ozerki est une station de passage de la ligne 2 du métro de Saint-Pétersbourg. Elle est située entre la station Prospekt Prosvechtchenia, en direction du terminus nord Parnas, et la station Oudelnaïa, en direction du terminus sud Kouptchino.
La station dispose d'un quai central encadré par les deux voies de la ligne.

## Histoire
La station Ozerki est mise en service le 19 août 1988, lors de l'ouverture à l'exploitation des 3,73 km de Oudelnaïa à Prospekt Prosvechtchenia,. Son nom reprend celui du quartier historique où elle est située.

## Services aux voyageurs

### Accès et accueil
Le bâtiment d'accès qui dispose d'une entrée et d'une sortie est situé en surface au nord de la station à laquelle il est relié par un tunnel en pente comportant trois escaliers mécaniques.

### Desserte
Ozerki est desservie par les rames de la ligne 2 du métro de Saint-Pétersbourg.

Installations
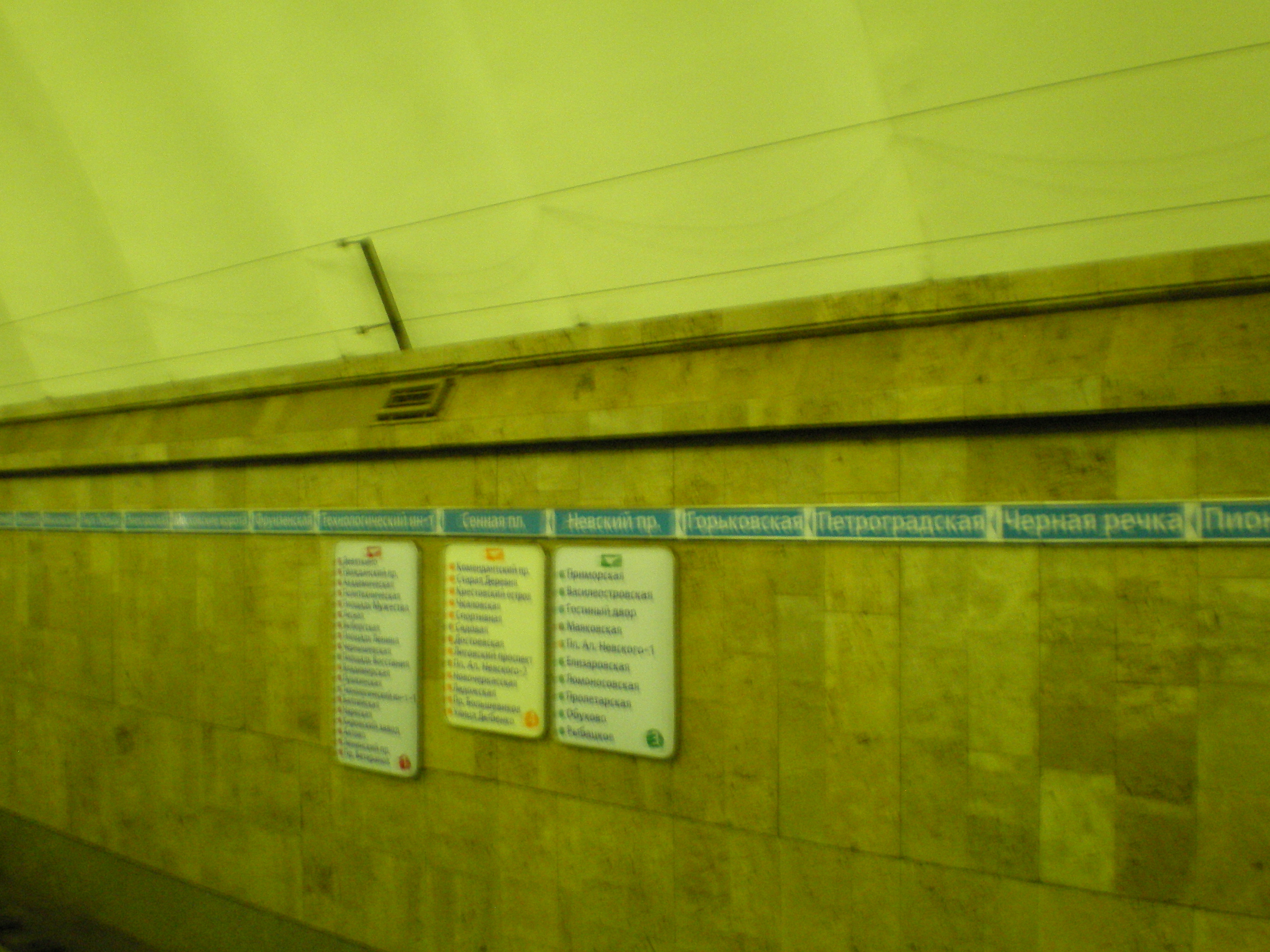
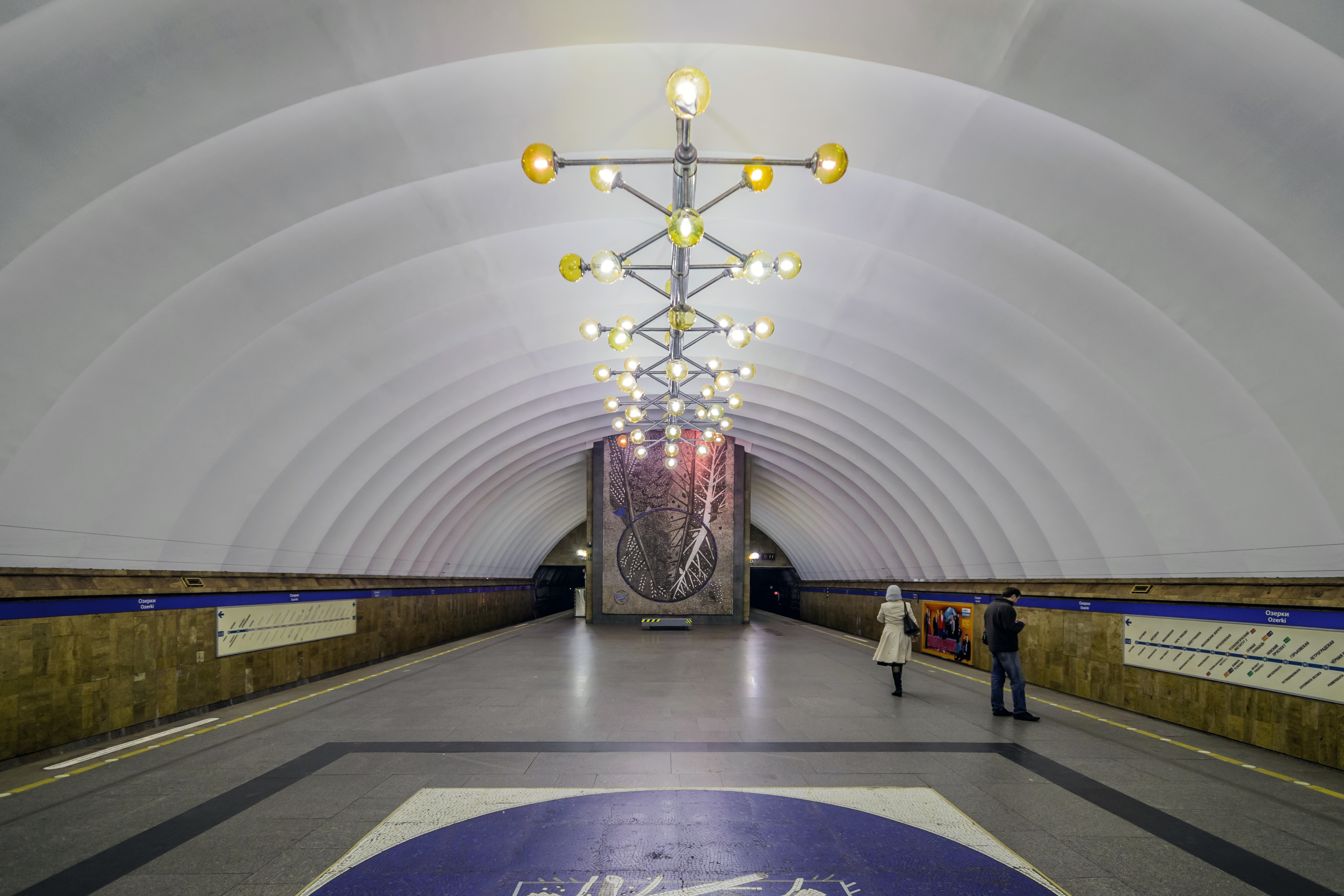
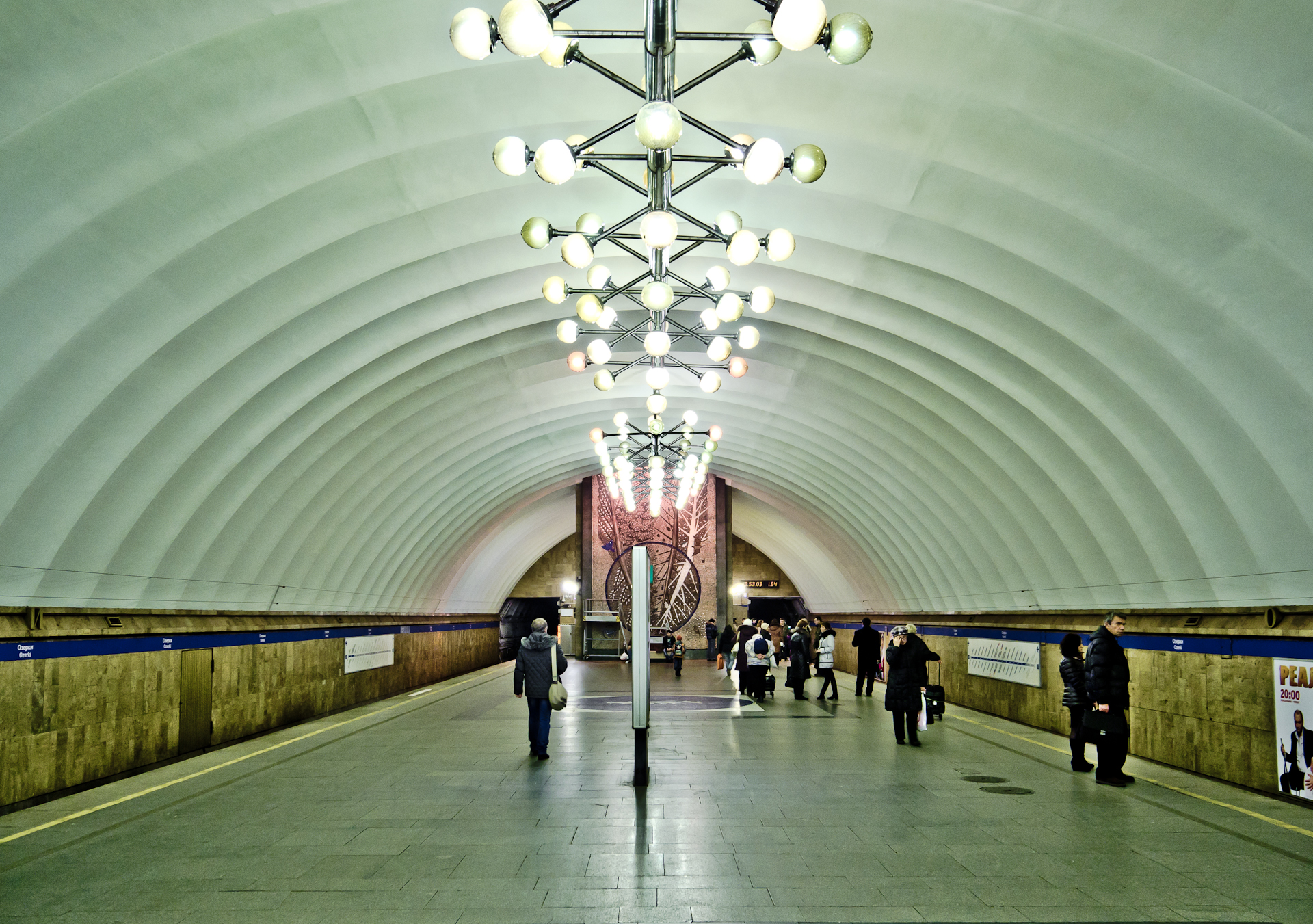

### Intermodalité
De chaque côté du bâtiment d'accès, deux importantes avenues ont des stations du tramway de Saint-Pétersbourg desservies par les lignes 9, 20, 21 et 58. Des arrêts de bus sont desservis par plusieurs lignes.